# اوسی سانکوفا
اوسی سانکوفا (انگلیسی: Osei Sankofa؛ زادهٔ ۱۹ مارس ۱۹۸۵) بازیکن فوتبال اهل بریتانیا است.
از باشگاه‌هایی که در آن بازی کرده‌است می‌توان به باشگاه فوتبال چارلتون اتلتیک، باشگاه فوتبال هیز و یدینگ یونایتد، باشگاه فوتبال بورم‌وود، باشگاه فوتبال دالیچ هملت، باشگاه فوتبال ابسفلیت یونایتد، باشگاه فوتبال وایت‌هاوک، باشگاه فوتبال برنتفورد، باشگاه فوتبال ساوتند یونایتد، باشگاه فوتبال ایستلی، باشگاه فوتبال فارن‌بورو، و باشگاه فوتبال بریستول سیتی اشاره کرد.
وی همچنین در تیم‌های ملی فوتبال زیر ۱۶ سال انگلستان، زیر ۱۷ سال انگلستان، زیر ۱۸ سال انگلستان، زیر ۱۹ سال انگلستان، و زیر ۲۰ سال انگلستان بازی کرده‌است.